# Alceste (Lully)
Alceste, ou Le triomphe d'Alcide és una tragédie en musique en un pròleg i cinc actes de Jean-Baptiste Lully. El llibret en francès és de Jean-Philippe Quinault, basat en Alcestis d'Eurípides. S'estrenà a l'Opéra de París el 19 de gener de 1674.
A Alceste es pot apreciar fins a quin punt va arribar el grau d'adulteració de l'òpera durant l'època barroca. De vegades fins i tot dona la impressió de què l'autor s'ha oblidat per complet de la trama. En tot cas, Lully, va començar una àmplia tradició operística francesa, considerablement distant de la italiana, però que, per culpa de la seva inferioritat vocal, mai va tenir el mateix èxit a Europa.
A petició del rei Lluís XIV, els assaigs d'Alceste van tenir lloc a Versalles. Si l'obra va ser acollida amb entusiasme a la cort, no va tenir la mateixa sort a París. Els enemics de Lully, que eren nombrosos des de la seva obtenció del privilegi de l'Opéra, s'havien reagrupat a la sala, en el moment de la primera representació parisenca. No se'ls hi va escapar ni un aplaudiment en tota la vesprada i l'endemà les crítiques no van ser gaire elogioses. Tanmateix, les representacions següents van conèixer un èxit considerable i les males llengües van acabar reconeixent el valor d'aquesta obra.